# 乖離性ミリオンアーサー キャラクターソング
『乖離性ミリオンアーサー キャラクターソング』は、スマートフォンゲーム『乖離性ミリオンアーサー』のキャラクターソングが収録されているシングル。2015年7月23日から2018年3月7日までに6枚がランティスから発売されている。
2013年及び2014年に発売された『拡散性ミリオンアーサー キャラクターソング』については『拡散性ミリオンアーサー キャラクターソング』を参照。

## リリース一覧

### キャラクターソング Vol.1
Vol.2と同時に2015年7月15日に発売された。歌は傭兵アーサー（阿部敦）。
収録曲
1. REWARD OF BELIEF
  - 作詞：松井洋平、作曲：桑原聖（Arte Refact）

2. REWARD OF BELIEF (Off Vocal)
3. ミニドラマ「世にも奇妙なはぐれ道 傭兵アーサー編」

### キャラクターソング Vol.2
Vol.1と同時に2015年7月15日に発売された。歌は盗賊アーサー（佐倉綾音）。
収録曲
1. STEAL MY BELIEVE
  - 作詞：松井洋平、作曲：山元祐介

2. STEAL MY BELIEVE (Off Vocal)
3. ミニドラマ「世にも奇妙なはぐれ道 盗賊アーサー編」

### キャラクターソング Vol.3
Vol.4と同時に2015年11月25日に発売された。歌はビスクラヴレット（井澤詩織）。
収録曲
1. WONder-FULL MOON!
  - 作詞：松井洋平　作曲・編曲：矢鴇つかさ（Arte Refact）

2. WONder-FULL MOON! (Off Vocal)
3. ミニドラマ 「その泉の名は / ビスクラヴレット篇」

### キャラクターソング Vol.4
Vol.3と同時に2015年11月25日に発売された。歌はベイリン（芹澤優）。
収録曲
1. Out Of Control!
  - 作詞：松井洋平、作曲：桑原聖（Arte Refact）

2. Out Of Control! (Off Vocal)
3. ミニドラマ 「その泉の名は / ベイリン篇」

### キャラクターソング・富豪アーサー
『歌姫アーサー』と同時に2018年3月7日に発売された。歌は富豪アーサー（岡本信彦）。
収録曲
1. Peace is the Asset
  - 作詞：松井洋平、作曲：柳澤奈緒樹、編曲：ラムシーニ

2. Million Dollar’s Justis
  - 作詞：松井洋平、作曲：夜兎・廣澤優也、編曲：廣澤優也・谷ナオキ

3. Peace is the Asset (Off Vocal)
4. Million Dollar’s Justis (Off Vocal)
5. ドラマパート「アイドルプロデュース！？ / 富豪アーサー篇」

### キャラクターソング・歌姫アーサー
『富豪アーサー』と同時に2018年3月7日に発売された。歌は歌姫アーサー（内田真礼）。
収録曲
1. Falsetto My Heart
  - 作詞：松井洋平、作曲・編曲：三谷秀甫

2. I sing a song for you
  - 作詞：松井洋平、作曲：shilo、編曲：遠藤直弥

3. Falsetto My Heart (Off Vocal)
4. I sing a song for you (Off Vocal)
5. ドラマパート「アイドルプロデュース！？ / 歌姫アーサー篇」